# Anno 1696
| Оценки критиков | Оценки критиков |
| Источник        | Оценка          |
| --------------- | --------------- |
| Sputnikmusic    | [ 5 ]           |
| Metal Storm     | [ 6 ]           |
| Blabbermouth    | [ 7 ]           |
| Metal Injection | [ 8 ]           |

Anno 1696 — девятый студийный альбом финской мелодик-дэт-метал группы Insomnium, выпущенный 24 февраля 2023 года на лейбле Century Media Records.
4 ноября 2022 года с альбома вышел первый сингл «Lilian».

## Концепция альбома
Сюжет альбома Anno 1696 вращается вокруг мрачного эпизода в истории Финляндии, когда около 30 процентов населения страны погибло в 1696 и 1697 годах во время так называемой охоты на ведьм, а также отдает дань уважения роману об оборотнях «Волчья невеста» финской писательницы Айно Каллас.

## Список композиций
Все тексты написаны Нийло Севяненом.
| №                   | Название            | Музыка                   | Длительность |
| ------------------- | ------------------- | ------------------------ | ------------ |
| 1.                  | «1696»              | Маркус Ванхала           | 6:18         |
| 2.                  | «White Christ»      | Ванхала                  | 6:03         |
| 3.                  | «Godforsaken»       | Ванхала                  | 8:35         |
| 4.                  | «Lilian»            | Вилле Фриман             | 4:29         |
| 5.                  | «Starless Paths»    | Яни Лииматайнен, Севянен | 7:48         |
| 6.                  | «The Witch Hunter»  | Ванхала                  | 5:43         |
| 7.                  | «The Unrest»        | Лииматайнен              | 3:52         |
| 8.                  | «The Rapids»        | Ванхала                  | 7:38         |
| Общая длительность: | Общая длительность: | Общая длительность:      | 50:26        |

| №                   | Название               | Музыка              | Длительность |
| ------------------- | ---------------------- | ------------------- | ------------ |
| 9.                  | «Flowers Of The Night» | Ванхала             | 5:28         |
| 10.                 | «Stained In Red»       | Фриман              | 6:50         |
| 11.                 | «Song Of The Dusk»     | Севянен, Ванхала    | 9:43         |
| Общая длительность: | Общая длительность:    | Общая длительность: | 22:01        |

## Участники записи

### Insomnium
- Нийло Севянен — бас-гитара, гроулинг
- Вилле Фриман — гитара
- Маркус Ванхала — гитара, чистый вокал
- Яни Лииматайнен — гитара, чистый вокал
- Маркус Хирвонен — ударные

### Приглашённые музыканты
- Сакис Толис — вокал (трек 2)
- Йоханна Куркела — вокал (трек 3)
- Коэн Янссен — клавишные

### Производство
- Хайме Гомес Арельяно — продюсер, микширование, запись (акустические гитары, ударные)
- Тони Линдгрен — мастеринг
- Маркус Ванхала — запись (гитары)
- Теему Аалто — запись (акустические гитары, бас-гитара, вокал)
- Коэн Янссен — запись (клавишные)
- Яни Лииматайнен — запись (гитары)
- Вилле Фриман — запись (гитары)
- Сами Макконен — обложка альбома
- Терхи Юлимяйнен — фотографии

## Чарты
| Год  | Страна             | Чарт                    | Высшая позиция |
| ---- | ------------------ | ----------------------- | -------------- |
| 2023 | Австралия          | ARIA                    | 38             |
| 2023 | Австрия            | Ö3 Austria              | 15             |
| 2023 | Бельгия (Фландрия) | Ultratop Flanders       | 165            |
| 2023 | Германия           | Offizielle Top 100      | 5              |
| 2023 | Финляндия          | Suomen virallinen lista | 1              |
| 2023 | Швейцария          | Schweizer Hitparade     | 10             |